# 張燮
張 燮（ちょう しょう、拼音：Zhāng Xiè、1574年 - 1640年）は、中国明代の文人。字は紹和。漳州府龍渓県（現在の福建省漳州市竜海区）の人。
出身地である龍渓県は『東西洋考』の小引に「農賈雑半、走洋如適市、朝夕之皆海供、酬酢之皆夷産」と記載されるように、農業にのみ依拠して生計を立てるのが困難であり、古くから華僑として海外に移住する者が多い地域である。
張燮は郷紳の家に生まれ、高祖父の張綽は刑部郎に、伯父の張廷棟は海外にも派遣されて礼部主事に任じられている。父の張廷榜は挙人になり、太平知県・鎮江府海防同知に任命されたが、30歳を過ぎた頃、官位を捨て故郷に戻っている。
張燮も1584年（万暦22年）に挙人となったが、官位を辞退し、陳継儒や曹学佺等の当時の文人と交際し「博学」として知られた。晩年には、芝山の麓の「霏雲居」と命名した邸宅に居住した。
張燮は詩作を中心に15種696巻を著したとされるが、現存するのは『東西洋考』・『漳州府志』・『龍渓県志』・『梁簡文帝御製集』のみである。

## 漳州七才子
張燮は、蔣孟育・高克正・林茂桂・王志遠・鄭懐魁・陳翼飛と漳州芝山に「玄雲詩社」を作った。この七人は文才に優れていたので、漳州七才子と呼ばれている。